# أبو بكر بن حفص
أبو بَكْرِ بنُ حَفْصِ بن عمر بن سعد بن أبي وقَّاص، تابعي من رواة الحديث وقيل في مصادر أخرى أنه صحابي.
ذكر في الإصابة في تمييز الصحابة أن أبو بكر بن حفص من وسط التابعين، بينما ذكره الحافظ أَبو مسعود في الصحابة. وروى عن حجاج بن المنهال، وعن حماد، وعن عليّ عن أَبي العالية، وعن أَبي بكر بن حفص: أَن رسول الله صَلَّى الله عليه وسلم دخل على عبد الله بن رواحة يعوده، فقال القوم: يا رسول الله، ما ظنناه يموت حتى يقتل في سبيل الله! فقال رسول الله صَلَّى الله عليه وسلم: "هَلْ تَدْرُونَ مَنْ شُهَدَاءُ أُمَّتِي"؟ فسكت القوم، فقال عبد الله بن رواحة: أَجيبوا رسول صَلَّى الله عليه وسلم: فقالوا: من عُقِر جواده وأُهرِيقَ دمه. فقال: "إِنَّ شُهَدَاءَ أُمَّتِي إِذًا لِقَلِيْلٌ، الْمَقْتُولُ شَهِيْدٌ، وَالْغَرِيْقُ شَهِيْدٌ، وَالْمَبْطُونُ شَهِيْدٌ، وَالْمَطْعُونُ شَهِيْدٌ، وَالْنُّفَسَاءُ شَهِيْدَةٌ"(*) . روى هذا الحديث شعبة، عن أَبي مصبح أَو ابن مصبح، عن عبادة بن الصامت.

## نسبه وأولاده
أبو بَكْرِ بنُ حَفْصِ بن عمر بن سعد بن أبي وقَّاص، أمه هُنيدة بنت عُمَر بن مُحرز، وقتل المختار حفصًا، وأباه، وَوَلَدَ أبو بكر بن حفص عبدَ الملك، ومحمدًا، وحفصةَ؛ وأُمُّهم بُرَيْهَةُ بنت محمد بن الأسود، والمُحَيَّاةَ، وأُمَّ سلمة؛ وأُمُّهُمَا أم ولد تُدعى سُعدَى.